# Łutawień
Łutawień (biał. Лутавень; ros. Лутовень) – wieś na Białorusi, w obwodzie brzeskim, w rejonie łuninieckim, w sielsowiecie Sinkiewicze, przy stacji kolejowej Sinkiewicze.